# Championnat de Belgique masculin de handball 2003-2004
Navigation
Division d'Honneur 2002-2003 Division d'Honneur 2004-2005
La saison 2003-2004 du championnat de Belgique de handball fut la 46e édition de la plus haute division belge de handball. La première phase du championnat la phase classique, est suivi des Play-offs et des Play-downs.       
Cette édition fut remportée par le Sporting Neerpelt, champion pour la dixième fois de son histoire, 14 ans après le dernier.
Enfin, le HC Atomix est relégué et seront remplacé la saison suivante par le Achilles Bocholt.

## Participants
| Club                | Classement 2002-2003 | Localisation            | Entraîneur      | Salle                       | Capacité |
| ------------------- | -------------------- | ----------------------- | --------------- | --------------------------- | -------- |
| HCE Tongeren        | 1er                  | Tongres                 | Pedrag Dosen    | Eburons Dôme Tongeren       | 1 000    |
| HC Eynatten         | 2e                   | Raeren                  |                 | Sporthalle Eynatten         | 700      |
| Initia HC Hasselt   | 3e                   | Hasselt                 | Jos Schouterden | Sporthal Alverberg          | 1 730    |
| Sporting Neerpelt   | 4e                   | Neerpelt                |                 | Sportcentrum Dommelhof      | 1 600    |
| Union beynoise      | 5e                   | Beyne-Heusay            |                 | Hall Omnisports Edmond Rigo | 400      |
| HC Herstal/Ans      | 6e                   | Herstal/Ans             |                 | Hall Omnisports Edmond Rigo | 400      |
| KV Sasja HC Hoboken | 7e                   | Anvers                  | Alex Jacobs     | Sportcomplex Sorghvliedt    | 950      |
| HC Visé BM          | 8e                   | Visé                    |                 | Hall Omnisports de Visé     |          |
| CSV Charleroi       | ? (D1)               | Charleroi               |                 | Centre Sportif de Ransart   | ?        |
| HC Atomix           | ? (D1)               | Haacht/Keerbergen/Putte |                 | Sporthal Den Dijk           | 600      |
| HC Maasmechelen 65  | 3e (PD)              | Maasmechelen            |                 | Sporthal De Kommel          | ?        |

### Localisation
| \| HCE Tongeren Initia HC Hasselt HC Visé BM KV Sasja Sporting Neerpelt HC Eynatten Union Beynoise HC Maasmechelen 65 HC Atomix CSV Charleroi \| Localisation des clubs engagés dans le championnat |
| HCE Tongeren Initia HC Hasselt HC Visé BM KV Sasja Sporting Neerpelt HC Eynatten Union Beynoise HC Maasmechelen 65 HC Atomix CSV Charleroi                                                          |

Nombre d'équipes par Province
| # | Province                    | Nombre | Équipe(s)                                                              |
| - | --------------------------- | ------ | ---------------------------------------------------------------------- |
| 1 | Province de Limbourg        | 4      | Initia HC Hasselt, HCE Tongeren, Sporting Neerpelt, HC Maasmechelen 65 |
| 2 | Province de Liège           | 3      | HC Eynatten, Union beynoise, HC Visé BM                                |
| 3 | Province d'Anvers           | 1      | KV Sasja HC Hoboken                                                    |
| 4 | Province de Hainaut         | 1      | CSV Charleroi                                                          |
| 5 | Province du Brabant flamand | 1      | HC Atomix                                                              |

## Compétition

### Organisation du championnat
La saison régulière est disputée par 10 équipes jouant chacune l'une contre l'autre à deux reprises selon le principe des phases aller et retour. Une victoire rapporte 2 points, une égalité, 1 point et, donc une défaite 0 point.
Après la saison régulière, les 6 équipes les mieux classées s'engagent dans les play-offs. Une phase composée de deux groupes de trois équipes qui constitue en un mini championnat, où les participants des groupes sont tirés au sort, dans le pot 1, se retrouvent le premier et le deuxième de la phase régulière, elles débuteront avec 3 points, dans le pot 2, se retrouvent le troisième et le quatrième de la phase régulière et dans le dernier et pot 3, se retrouvent le cinquième et le sixième de la phase régulière.
Lors de ces play-offs, les premiers des deux groupes sont qualifiés pour la finale, une finale au meilleur des trois manches où l'équipe des deux qui a engrangé le plus de points se qualifie lors de ces play-offs reçoit pour la première manche et l'équipe des deux ayant engrangé le moins de points reçoit lors des deux autres manches. Il est important de noter que si l'une des deux équipes remporte les deux premières manches, dans ce cas la troisième manche n'est pas joué car l'équipe qui a remporté ces deux manches et déclarer championne de Belgique.
Pour déterminer qui occupera la troisième place à la sixième, les deuxièmes des groupes affrontent les troisièmes du groupe opposé.
C'est quatre équipes s'affrontent pour le titre de champion mais aussi pour se qualifier en Coupe d'Europe la saison suivante.
Pour ce qui est du dernier, il se retrouve relégué et évoluera en division 2 la saison suivante.
Tandis que pour les équipes classées de la 7e à la 9e place, elles seront rejointes du 2e de la division 2 qui remplace donc le 10e dans les play-downs, il s'agit là aussi d'un mini championnat en phase aller-retour mais pour laquelle, le premier et le second de ces play-downs commencent avec 1 point alors que le troisième et le promu de la division 2 débutent avec 0 point.
Ces quatre équipes s'affrontent dans le but de ne pas pouvoir finir à la dernière place synonyme de relégation en division 2.

### Saison régulière

#### Classement
|    | Équipe                | Pts | J  | G  | N | P  | Bp  | Bc  | Diff |
| -- | --------------------- | --- | -- | -- | - | -- | --- | --- | ---- |
| 1  | Sporting Neerpelt     | 28  | 18 | 14 | 0 | 4  | 505 | 408 | 97   |
| 2  | Union beynoise        | 26  | 18 | 12 | 2 | 4  | 516 | 484 | 32   |
| 3  | HCE Tongeren (T)      | 25  | 18 | 12 | 1 | 5  | 435 | 398 | 37   |
| 4  | Initia HC Hasselt (C) | 22  | 18 | 11 | 5 | 2  | 531 | 470 | 61   |
| 5  | KV Sasja HC Hoboken   | 19  | 18 | 11 | 0 | 7  | 504 | 491 | 13   |
| 6  | HC Visé BM            | 17  | 18 | 8  | 3 | 7  | 453 | 488 | -35  |
| 7  | HC Eynatten           | 17  | 18 | 7  | 3 | 8  | 476 | 468 | 8    |
| 8  | CSV Charleroi         | 11  | 18 | 5  | 1 | 12 | 444 | 497 | -53  |
| 9  | HC Maasmechelen 65    | 8   | 18 | 5  | 4 | 12 | 442 | 526 | -84  |
| 10 | VOO HC Herstal        | 7   | 18 | 3  | 1 | 14 | 449 | 525 | -76  |

|                 | Qualification pour les Play-Offs  |
|                 | Play-Downs                        |
| (T)             | Tenant du titre                   |
| en augmentation | Promu de 2002                     |
| (C)             | Vainqueur de la Coupe de Belgique |

#### Matchs
| Résultats (dom.\ext.)                                      | HCE   | CSV   | HCT   | IHA   | KVS   | HCM   | SNE   | UBE   | HCA   | HCV   |
| HC Eynatten                                                |       | 25-19 | 23-21 | 26-29 | 29-29 | 31-27 | 27-31 | 27-28 | 24-24 | 18-20 |
| CSV Charleroi                                              | 25-31 |       | 26-36 | 24-36 | 25-23 | 29-22 | 21-25 | 30-31 | 33-31 | 26-30 |
| HCE Tongeren                                               | 24-20 | 32-25 |       | 26-24 | 28-24 | 29-18 | 19-26 | 23-23 | 32-26 | 25-20 |
| Initia HC Hasselt                                          | 29-30 | 37-25 | 31-21 |       | 26-27 | 37-27 | 20-26 | 26-28 | 39-22 | 27-28 |
| KV Sasja HC Hoboken                                        | 26-25 | 25-25 | 28-24 | 25-26 |       | 37-27 | 26-33 | 22-20 | 31-24 | 30-30 |
| HC Maasmechelen 65                                         | 29-29 | 24-21 | 28-32 | 28-29 | 27-37 |       | 22-27 | 21-35 | 26-24 | 33-33 |
| Sporting Neerpelt                                          | 35-23 | 31-28 | 21-23 | 29-32 | 33-20 | 26-19 |       | 23-27 | 26-23 | 35-15 |
| Union Beynoise                                             | 26-38 | 30-28 | 23-26 | 22-25 | 31-30 | 31-31 | 34-32 |       | 34-26 | 30-27 |
| VOO HC Herstal                                             | 20-29 | 31-33 | 24-23 | 27-29 | 24-31 | 27-26 | 23-35 | 25-30 |       | 28-23 |
| HC Visé BM                                                 | 26-21 | 24-27 | 15-18 | 30-29 | 34-33 | 28-28 | 25-27 | 24-33 | 21-20 |       |
| - Victoire à domicile - Match nul - Victoire à l'extérieur |       |       |       |       |       |       |       |       |       |       |

### Play-offs

#### Composition des chapeaux
Les équipes sont réparties dans les deux groupes à la suite d'un tirage au sort et non en fonction du classement.
| Chapeau 1         | Chapeau 2         | Chapeau 3           |
| ----------------- | ----------------- | ------------------- |
| Sporting Neerpelt | HCE Tongeren      | KV Sasja HC Hoboken |
| Union beynoise    | Initia HC Hasselt | HC Visé BM          |

##### Groupe A
|   | Équipe            | Pts | J | G | N | P | Bp  | Bc  | Diff |  | Résultats (dom.\ext.) | UBE   | IHA   | HCV   |
| - | ----------------- | --- | - | - | - | - | --- | --- | ---- |  | --------------------- | ----- | ----- | ----- |
| 1 | Initia HC Hasselt | 9   | 4 | 3 | 0 | 1 | 121 | 88  | 33   |  | Union beynoise        |       | 25-25 | 31-22 |
| 2 | Union beynoise    | 8   | 4 | 2 | 1 | 1 | 108 | 97  | 11   |  | Initia HC Hasselt     | 27-25 |       | 37-17 |
| 3 | HC Visé BM        | 1   | 4 | 0 | 0 | 4 | 83  | 127 | -44  |  | HC Visé BM            | 23-27 | 21-32 |       |

##### Groupe B
|   | Équipe              | Pts | J | G | N | P | Bp  | Bc  | Diff |  | Résultats (dom.\ext.) | NEE   | HCT   | KVS   |
| - | ------------------- | --- | - | - | - | - | --- | --- | ---- |  | --------------------- | ----- | ----- | ----- |
| 1 | Sporting Neerpelt   | 9   | 4 | 3 | 0 | 1 | 93  | 90  | 3    |  | Sporting Neerpelt     |       | 18-25 | 27-23 |
| 2 | HCE Tongeren        | 8   | 4 | 3 | 0 | 1 | 105 | 94  | 11   |  | HCE Tongeren          | 22-27 |       | 32-25 |
| 3 | KV Sasja HC Hoboken | 1   | 4 | 4 | 0 | 0 | 92  | 106 | -14  |  | KV Sasja HC Hoboken   | 22-21 | 21-26 |       |

#### Finales

##### Match pour la cinquième place
|                           | KV Sasja HC Hoboken | 33-24               | HC Visé BM | Anvers, ? |
| Olsen 6 Sander Gebruers 6 |                     | Mohammed El Mniai 8 |            | Anvers, ? |
|                           | Rapport             |                     |            | Anvers, ? |

##### Match pour la troisième place
|                  | Union beynoise | 27-19                | HCE Tongeren | Beyne-Heusay Hall Omnisports Edmond Rigo |
| Patrick Langer 8 |                | Christophe Bourlet 7 |              | Beyne-Heusay Hall Omnisports Edmond Rigo |
|                  | Rapport        |                      |              | Beyne-Heusay Hall Omnisports Edmond Rigo |

##### Finale
| 15/16 mai | Initia HC Hasselt      | 30-33 | Sporting Neerpelt | Hasselt Sporthal Alverberg |
| 15/16 mai | / Szymon Dobrzynski 11 |       | Ken Denil 6       | Hasselt Sporthal Alverberg |
| 15/16 mai | Rapport                |       |                   | Hasselt Sporthal Alverberg |

| 20 mai | Sporting Neerpelt | 30-24 | Initia HC Hasselt | Neerpelt Sportcentrum Dommelhof |
| 20 mai | ?                 |       | ?                 | Neerpelt Sportcentrum Dommelhof |
| 20 mai | Rapport           |       |                   | Neerpelt Sportcentrum Dommelhof |

- Sporting Neerpelt 2-0 Initia HC Hasselt

### Play-downs

#### Classement
|   | Équipe             | Pts | J | G | N | P | Bp  | Bc  | Diff |
| - | ------------------ | --- | - | - | - | - | --- | --- | ---- |
| 1 | HC Eynatten        | 9   | 6 | 4 | 0 | 2 | 179 | 150 | 29   |
| 2 | CSV Charleroi      | 7   | 6 | 3 | 0 | 3 | 163 | 156 | 7    |
| 3 | HC Maasmechelen 65 | 6   | 6 | 2 | 2 | 2 | 169 | 177 | -8   |
| 4 | HC Atomix          | 4   | 6 | 1 | 2 | 3 | 155 | 183 | -28  |

|                 | Relégation en Division 2  |
| en augmentation | Promu pour les Play-downs |

#### Matchs
.
| Résultats (dom.\ext.)                                      | CSV   | HCE   | HCM   | HCA   |
| CSV Charleroi                                              |       | 29-27 | 28-21 | 31-24 |
| HC Eynatten                                                | 26-20 |       | 36-26 | 33-20 |
| HC Maasmechelen 65                                         | 30-28 | 32-25 |       | 33-33 |
| HC Atomix                                                  | 28-27 | 23-30 | 27-27 |       |
| - Victoire à domicile - Match nul - Victoire à l'extérieur |       |       |       |       |

### Champion
| Champion de Belgique de handball 2003-2004 Sporting Neerpelt 10e titre |

## Bilan

### Classement final
| Rang | Équipe               |
| ---- | -------------------- |
| 1er  | Sporting Neerpelt    |
| 2e   | Initia HC Hasselt    |
| 3e   | Union beynoise       |
| 4e   | HCE Tongeren (T) (C) |
| 5e   | KV Sasja HC Hoboken  |
| 6e   | HC Visé BM           |
| 7e   | HC Eynatten          |
| 8e   | CSV Charleroi        |
| 9e   | HC Maasmechelen 65   |
| 10e  | HC Atomix            |

|                 | Champion de Belgique et qualifiés pour la Ligue des champions |
|                 | Qualifié en Coupe EHF                                         |
|                 | Qualifié en Coupe des coupes                                  |
|                 | Relégués en division 2                                        |
| (T)             | Tenant du titre                                               |
| (C)             | Vainqueur de la Coupe de Belgique                             |
| en augmentation | Promu de début de saison en Division 1                        |

### Parcours en coupes d'Europe
Le parcours des clubs belges en coupes d'Europe est important puisqu'il détermine le coefficient EHF, et donc le nombre de clubs espagnoles présents en coupes d'Europe les années suivantes.
| Club              | Compétition         | Tour d'entrée     | Résultat                     | Dernier adversaire    |
| HCE Tongeren      | Ligue des champions | Tour préliminaire | éliminé au Tour préliminaire | MŠK Považská Bystrica |
| HCE Tongeren      | Coupe EHF           | 2e tour           | éliminé au 2e tour           | RK Bjelovar           |
| HC Eynatten       | Coupe EHF           | 2e tour           | éliminé au 2e tour           | HV Fiqas Aalsmeer     |
| Initia HC Hasselt | Coupe des coupes    | 3e tour           | éliminé au 3e tour           | RK Gorenje Velenje    |
| Union beynoise    | Coupe Challenge     | 1/16 de finale    | éliminé au 1/16 de finale    | Ystads IF             |

### Bilan de la saison
| Tableau d'honneur de la saison 2003-2004 |                   |                   |
| Compétition                              | Vainqueur         | Commentaire       |
| Championnat de Belgique                  | Sporting Neerpelt | 10e titre         |
| Coupe de Belgique                        | HCE Tongeren      | 1er victoire      |
| Qualifications européennes               |                   |                   |
| Compétition                              | Qualifiés         | Qualifiés         |
| Ligue des champions                      | Sporting Neerpelt | Tour préliminaire |
| Coupe EHF                                | Union beynoise    | Deuxième tour     |
| Coupe des coupes                         | HCE Tongeren      | Deuxième tour     |
| Promotions et relégations                |                   |                   |
| Promu en Division 1 (D1)                 | Achilles Bocholt  | ? (D2)            |
| Relégation en Division 2 (D2)            | HC Atomix         | ?                 |